# クインティン・モリス
クインティン・モリス（Quintin Morris、1999年1月21日 - ）は、アメリカ合衆国テキサス州リッチモンド出身のアメリカンフットボール選手。ポジションはタイトエンド（TE）。NFLのバッファロー・ビルズに所属している。
カレッジフットボールはボーリング・グリーン州立大学でプレーをし、2021年にドラフト外フリーエージェントとしてビルズに入団した。

## 大学時代
ボーリング・グリーン州立大学で4年間プレーし、125回のキャッチで1,529ヤード、13回のタッチダウンを記録した。

## プロキャリア
モリスは、2021年5月1日にドラフト外フリーエージェントとしてバッファロー・ビルズと契約した。2021年の第9週のジャクソンビル・ジャガーズ戦でアクティブ登録され、NFLデビューを果たした。その後、2022年1月24日にリザーブ/フューチャー契約を結んだ。
2022年9月19日のテネシー・タイタンズ戦では、28回のオフェンシブスナップと17回のスペシャルチームスナップに加わった。また、クォーターバックのジョシュ・アレンからの6 ヤードのパスをキャッチし、NFLキャリア初のキャッチを記録した。